# Stade municipal de Los Arcos
Le Stade municipal de Los Arcos (en espagnol : Estadio Municipal de Los Arcos) est un stade de football espagnol situé dans la ville d'Orihuela, dans la communauté valencienne.
Le stade, doté de 7 000 places et inauguré en 1945, sert d'enceinte à domicile à l'équipe de football de l'Orihuela Club de Fútbol.

## Histoire
Les travaux du stade débutent en 1944 pour s'achever un an plus tard.
Il est inauguré le 13 mai 1945 lors du Tournoi Vega Baja (organisé par la Federación Murciana de Fútbol), avec une victoire 5-1 des locaux du Orihuela Deportiva sur le CD Torrevejense.
Le véritable match d'inauguration officiel a lieu plusieurs moirs plus tard, le 26 décembre 1945. L'évêque d'Orihuela, José García Goldáraz, bénit le terrain, s'ensuit alors une défaite de l'Orihuela Deportiva contre le Real Murcie.
Après la promotion de l'Orihuela Deportiva en Segunda División, le stade est entièrement rénové en 1990 (construction des tribunes hautes).
En 2001 et 2002, quelques rénovations sont effectuées: nouveaux sièges, installation du tableau de bord électronique et suppression de la clôture autour du terrain. De plus, les tribunes sont repeintes en bleu et jaune.

## Événements

### Matchs internationaux de football
| Date | Compétition | Équipes                            | Score | Affluence |
| ---- | ----------- | ---------------------------------- | ----- | --------- |
|      |             | Espagne -19 ans — Autriche -19 ans | ?     | —         |
|      |             | Espagne -21 ans — Suède -21 ans    | ?     | —         |

## Galerie

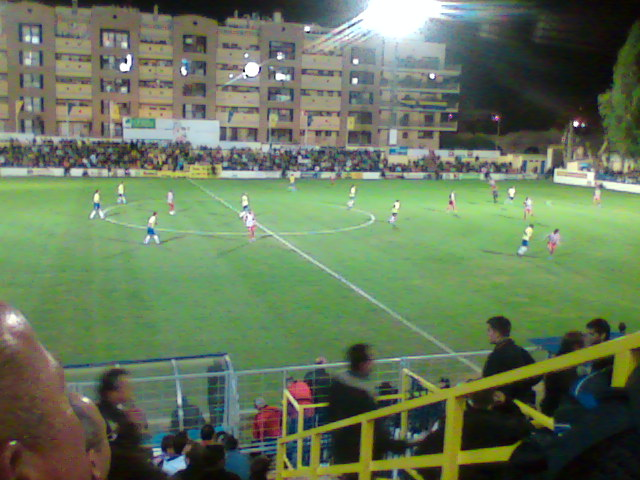
Match entre l'Orihuela CF et l'Atlético Madrid lors de la coupe d'Espagne 2008